# Notheiaceae
Notheiaceae es una familia de algas del grupo de las algas marrones en el orden Fucales.